# Francesco Usper
Francesco Usper, (il vero cognome è Spongia o Sponga) (Rovigno, 1º novembre 1561 – Venezia, 24 febbraio 1641), è stato un organista e compositore italiano.

## Biografia
Di origini istriane, si stabilì a Venezia prima del 1586 dove entra a far parte della Scuola Grande di San Giovanni Evangelista. Ha trascorso la maggior parte della sua vita come organista, cappellano e responsabile della chiesa adiacente di San Salvador. Allievo di Andrea Gabrieli divenne un compositore abbastanza piuttosto conosciuto, collaborando alla scrittura di una Messa da Requiem (oggi perduta) con Giovanni Battista Grillo e Claudio Monteverdi per il Granduca Cosimo II de' Medici, e ha lavorato come organista presso la basilica di San Marco tra il 1622 e il 1623.
Anche se la sua musica tendeva verso il conservatorismo, egli mostra grande capacità di gestire con sensibilità di abilità gli stili strumentali appena emergenti nei primi anni del XVII secolo.